# Herochroma usneata
Herochroma usneata är en fjärilsart som beskrevs av Felder 1875. Herochroma usneata ingår i släktet Herochroma och familjen mätare. Inga underarter finns listade i Catalogue of Life.